# Битва при Савре
Битва при Савре или Сражение на Савровом поле (серб. Битка на Саурском пољу) — сражение, произошедшее 18 сентября 1385 года между армиями османского султана и сербских князей на Савровом поле вблизи города Люшня, современная южная Албания.
В 1383 или 1385 году Балша II, правитель Нижней Зеты, завоевал Дуррес, предположительно у Карла Топии. Экспансия Балши в Эпир столкнула его с османами. Зная о притязаниях Османской империи на его территорию, 8 августа 1385 года Балша II попросил венецианцев поддержать его четырьмя галерами. Карл Топия попросил османов поддержать его в конфликте с Балшей. Просьба была принята, и Кара Халил Хайреддина-паша привел свои войска из региона Охрида (современная Македония) на Саврово поле, недалеко от Люшни.

## Ход сражения
Балша собрал 1000 человек в Дурресе и, пренебрегая советами своих дворян, отправился сражаться против османов. Османы одержали победу над более слабыми и немногочисленным сербским войском. 
Балша II и Иваниша Мрнявчевич (сын короля Вукашина) погибли, турки отрезали им головы и отправили их как трофей Кара Халил Хайреддину-паше, наместнику султана Мурада I в Румелии.
Таким образом, победа Османской империи в этой битве заставила большинство сербских, греческих и албанских правителей признать сюзеренитет османских султанов. Но тем не менее, многие оказывали туркам упорное сопротивление.